# Globo Mar
Globo Mar foi um programa jornalístico brasileiro produzido e exibido pela TV Globo. A primeira temporada estreou em 8 de abril de 2010, sob apresentação de Ernesto Paglia e Mariana Ferrão, com nove episódios exibidos até 10 de junho do mesmo ano. A segunda temporada estreou em 7 de abril de 2011, com apresentação de Ernesto Paglia e Glenda Kozlowski. A terceira temporada estreou em 5 de abril de 2012, com apresentação de Ernesto Paglia e Poliana Abritta. A quarta temporada estreou em 4 de abril de 2013, com apresentação de Ernesto Paglia e Poliana Abritta.

## O programa
O Globo Mar tem como pautas: o mar, a pesca, o surfe e tudo que tenha relação com o oceano. O programa começou a ser exibido em abril, mês em que a TV Globo reformulou sua programação, as aberturas e cenários de seus programas. Logo no começo de cada programa, os dois repórteres explicavam as características de cada local para depois começarem a reportagem em si.  Eis, abaixo, o tema de cada programa exibido desde sua primeira temporada:
2010
- 08/04 - A pesca do atum.[2]
- 15/04 - Surfe no litoral de Santa Catarina.[3]
- 22/04 - As dificuldades para se pegar carona em alto mar.
- 29/04 - Velejando com golfinhos no Atol das Rocas.
- 06/05 - A extração do petróleo no fundo do mar.
- 20/05 - Os remadores de canoa havaiana.
- 27/05 - A pesca do cerco pela canoa.
- 03/06 - Navegando pelas reentrancias maranhenses.
- 10/06 - Viagem ao arquipélago de São Pedro e São Paulo.

2011
- 07/04 - Abrolhos: Pesquisadores coletam corais de água profunda no arquipélago.
- 14/04 - Como é a vida de um pescador de jangada.
- 21/04 - Produção de sal em Salina do Rio Grande do Norte.
- 28/04 - Simulação de retomada de navio.
- 05/05 - Um dos maiores cemitérios de navios do mundo, o Parque Estadual do Parcel de Manuel Luís.
- 12/05 - O projeto que ajuda a preservar o peixe-boi marinho na Costa dos Corais.
- 19/05 - O fenômeno da pororoca, no Amapá.
- 26/05 - Navio Cisne Branco atua como embaixada flutuante.
- 02/06 - A maior lagoa costeira da América do Sul: a Lagoa dos Patos.
- 09/06 - Cargueiro porta-contêineres ajuda a desafogar estradas e rodovias do país.
- 16/06 - Desafio de stand up paddle no litoral de Santa Catarina.
- 23/06 - As belezas e os projetos das ilhas de Trindade e Martim Vaz Trindade.

## Audiência e repercussão
| Globo Mar | Globo Mar | Globo Mar | Globo Mar |
| Data      | Audiência | Fonte     |           |
| --------- | --------- | --------- | --------- |
| 08/04     | 15 pontos |           |           |
| 15/04     | 13 pontos |           |           |
| 22/04     | 13 pontos |           |           |
| 29/04     | 14 pontos |           |           |
| 06/05     | 11 pontos |           |           |
| 20/05     | 12 pontos |           |           |
| 27/05     | 13 pontos |           |           |
| 03/06     | 14 pontos |           |           |
| 10/06     | 12 pontos |           |           |